# Teudis atrofasciatus
Teudis atrofasciatus là một loài nhện trong họ Anyphaenidae.
Loài này thuộc chi Teudis. Teudis atrofasciatus được Cândido Firmino de Mello-Leitão miêu tả năm 1922.